# Чемпионат СССР по боксу 1958
24-й чемпионат СССР по боксу проходил с 6 по 9 апреля 1958 года в Москве (РСФСР).

## Медалисты
| Весовая категория                   | Золото                                                     | Серебро                                                 | Бронза                                            |
| ----------------------------------- | ---------------------------------------------------------- | ------------------------------------------------------- | ------------------------------------------------- |
| Наилегчайший вес (до 51 кг)         | Владимир Стольников «Трудовые резервы» (Ленинград)         | Виктор Быстров «Буревестник» (Московская область)       | Михаил Рушанский Вооружённые силы (Ленинград)     |
| Легчайший вес (до 54 кг)            | Олег Григорьев «Трудовые резервы» (Москва)                 | Борис Степанов «Крылья Советов» (Москва)                | Серго Чатулиди «Спартак» (Тбилиси)                |
| Полулёгкий вес (до 57 кг)           | Владимир Сафронов Вооружённые силы (Чита)                  | Борис Никоноров «Трудовые резервы» (Москва)             | Николай Гусев «Спартак» (Ленинград)               |
| Лёгкий вес (до 60 кг)               | Николай Смирнов Вооружённые силы (Москва)                  | Алоиз Туминьш «Трудовые резервы» (Рига)                 | Анатолий Лагетко Вооружённые силы (Краснодар)     |
| Первый полусредний вес (до 63,5 кг) | Владимир Енгибарян «Трудовые резервы» (Ереван)             | Ричардас Тамулис «Спартак» (Каунас)                     | Юрий Крылов «Спартак» (Ленинград)                 |
| Второй полусредний вес (до 67 кг)   | Геннадий Бояршинов «Трудовые резервы» (Московская область) | Юрий Радоняк Вооружённые силы (Краснодар)               | Виктор Логинов Вооружённые силы (Москва)          |
| Первый средний вес (до 71 кг)       | Виктор Васин Вооружённые силы (Ленинград)                  | Владимир Воробьёв Вооружённые силы (Московская область) | Леонард Пурвинский Вооружённые силы (Калининград) |
| Второй средний вес (до 75 кг)       | Геннадий Шатков «Буревестник» (Ленинград)                  | Евгений Феофанов «Трудовые резервы» (Москва)            | Рема Саркисов Вооружённые силы (Москва)           |
| Полутяжёлый вес (до 81 кг)          | Аскольд Лясота «Трудовые резервы» (Москва)                 | Владимир Пильщиков Вооружённые силы (Оренбург)          | Б. Дёмин «Локомотив» (Киев)                       |
| Тяжёлый вес (свыше 81 кг)           | Андрей Абрамов Вооружённые силы (Москва)                   | Лев Сенькин «Локомотив» (Москва)                        | Янис Ланцерс «Динамо» (Рига)                      |